# Шахтёрские выработки в Валлонии
Шахтёрские выработки в Валлонии — четыре крупных горнорудных выработки XIX века в Валлонии (Гран-Орню, Буа-дю-Люк, Буа-дю-Казье и Бленьи-Мин), включённые в список Всемирного наследия. 
В период Промышленной революции в XIX веке горнодобывающая и тяжёлая промышленность, работавшая на угле, стали основой экономики Бельгии. Большая часть горнорудных выработок и промышленных предприятий располагалась в так называемой «индустриальной долине» (фр. sillón Industriel) — полосе территории, растянутой по всей стране, где располагались многие из крупнейших городов Валлонии. Расположены в пределах или вблизи территории этой долины четыре объекта были в 2012 году включены в список Всемирного наследия ЮНЕСКО.
Горнодобывающая деятельность в данной области в XX веке стала постепенно сходить на нет, и в настоящее время четыре шахты непригодны к эксплуатации и открыты для посетителей как музеи.

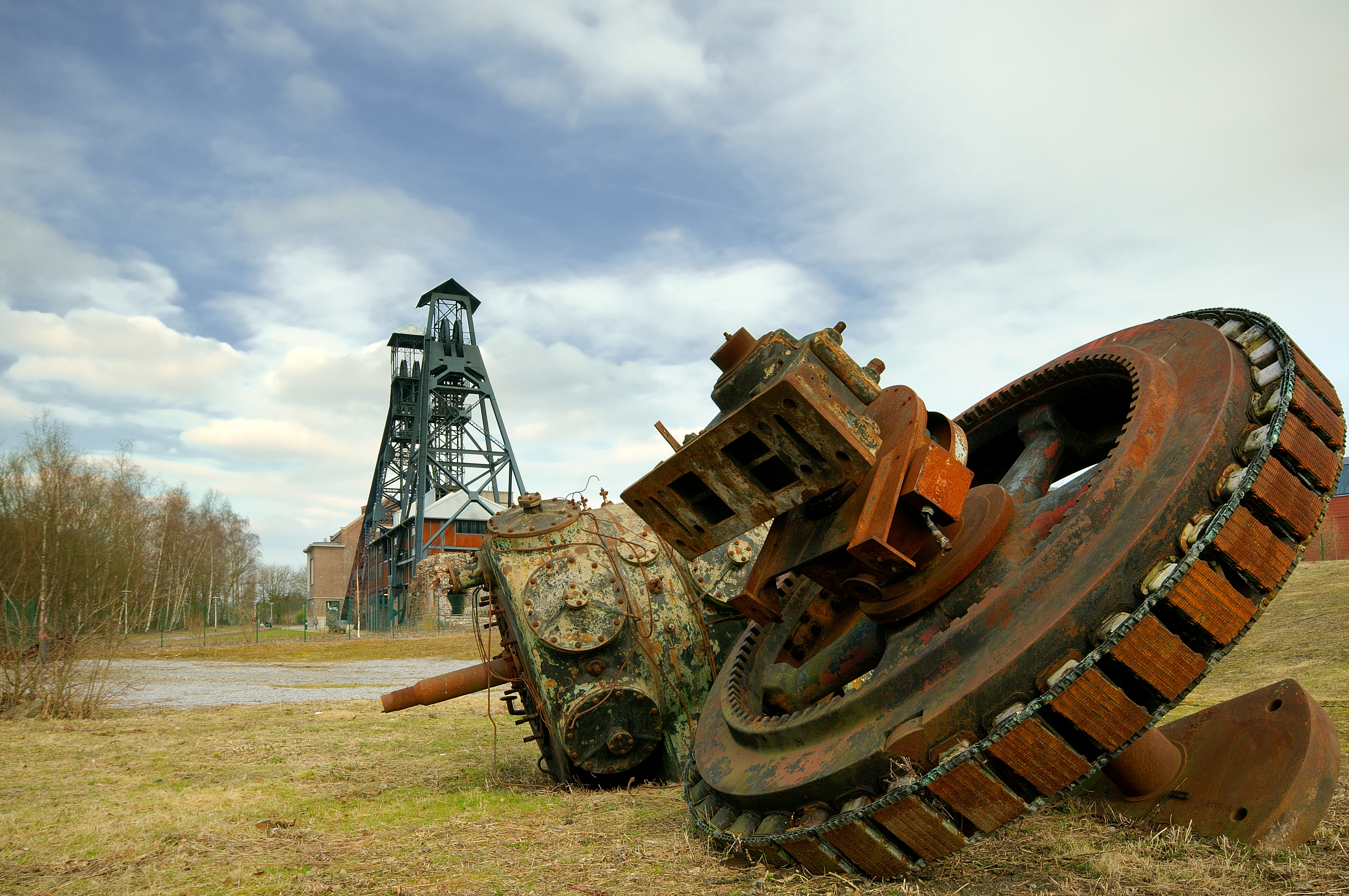
Шахта Буа-дю-Казье